# آرام‌اس دوک لنچستر (۱۹۲۸)
آرام‌اس دوک لنچستر (۱۹۲۸) (به انگلیسی: RMS Duke of Lancaster (1928)) یک کشتی است که طول آن ۳۶۰ فوت (۱۱۰ متر) می‌باشد. این کشتی در سال ۱۹۲۸ ساخته شد.